# David Álvarez Flores
David Álvarez Flores (Madrid, 1900 - aneu., 20 de juliol de 1940) va ser un caricaturista, il·lustrador, gravador i publicista espanyol, afusellat per la dictadura franquista.
Encara que nascut a Madrid, es va instal·lar jove a Tolosa, on va iniciar la seva carrera com a dibuixant en els anys 1920 a Sant Sebastià al costat d'altres artistes de l'època com el seu amic Pedro Antequera Azpiri, treballant, entre d'altres, en l'empresa Gráficas Laborde y Labayen. Durant la seva estada al País Basc va desenvolupar una tècnica pròpia de gravat en planxa de zinc, i com a resultat de la mateixa es troben dues de les seves millors obres, 'Txistulari y Sorgiña'. El 1930 es va associar amb Gustavo de Maeztu, i plegats van crear l'empresa Gustavo David. Amb Antequera Azpiri va tornar a Madrid el 1934 i va treballar per a El Magisterio Español com a il·lustrador de multitud de llibres de text. Amb el cop d'estat del 18 de juliol de 1936 que va donar lloc a la Guerra Civil es va incorporar a les Milícies Basques Antifeixistes, combatent en la defensa de Madrid amb l'Exèrcit Popular Republicà amb el grau de capità. També va col·laborar en el disseny de cartells durant el conflicte. Va ser detingut al final de la guerra, sent empresonat en la presó Conde de Toreno, on també va ser portat Antequera Azpiri. A la presó va realitzar infinitat de dibuixos a molts dels detinguts, com Antonio Buero Vallejo.
El 28 d'abril de 1939 el diari ABC publicava a la seva pàgina 15 sota el títol Continuen les detencions dels autors de nombrosos robatoris i assassinats: "[detingut] David Álvarez Flores, ajudant del tinent coronel "roig" Ortega, que va organitzar el sinistre SIM." El juliol del 1940 i després d'un Consell de guerra que ho va condemnar per rebel·lió i del que no va ser informada la família, va ser afusellat a les tàpies del cementiri de l'est a Madrid.